# MidnightBSD

로고

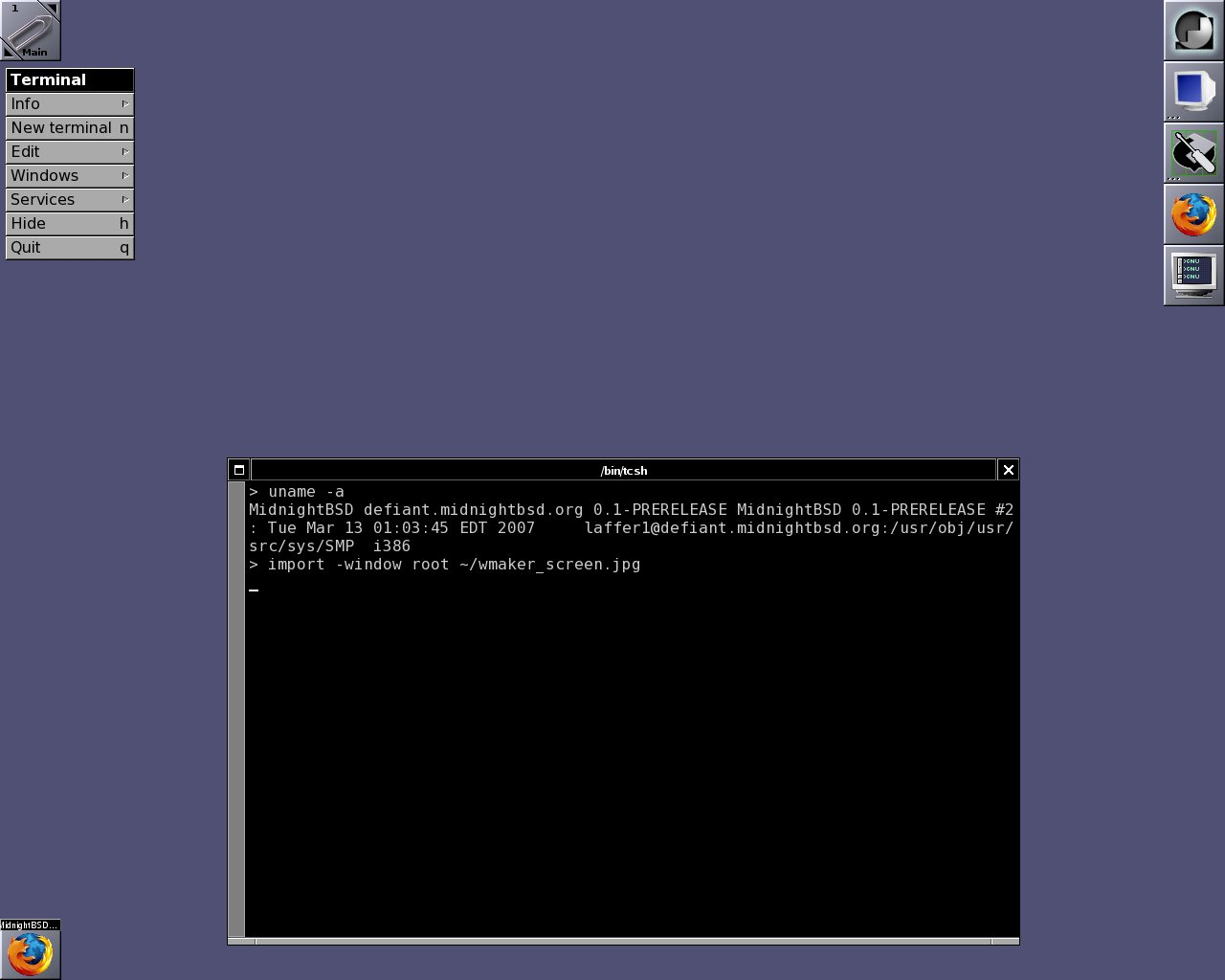
스크린샷

MidnightBSD는 FreeBSD 6.1에 기반한 데스크탑용 자유 유닉스 계열 운영 체제이다. NeXTSTEP의 GUI와 유사한 그래픽 유저 인터페이스를 갖고 있다.

## 역사와 개발
MidnightBSD는 2005년에 FreeBSD의 분기로서 시작되었다. 이 프로젝트의 설립자인 Lucas Holt는 BSD에서 파생된 데스크탑 운영 체제를 만들기를 희망했다. 그는 몇몇 라이브 CD 프로젝트에 친숙했지만 PC-BSD와 DesktopBSD의 작업에는 친숙하지 않았다. 그 시기에 그는 또한 그누스텝(GNUstep)에 관심이 있었다. 그 두 가지 개념이 유저 친화적인 데스크탑 환경을 만드는 계획에 들어갔다.

## 같이 보기
- FreeBSD
  - 애플 다윈
  - TrueOS
  - GhostBSD
  - NomadBSD
- OpenBSD
- NetBSD